# Constantí Llombart

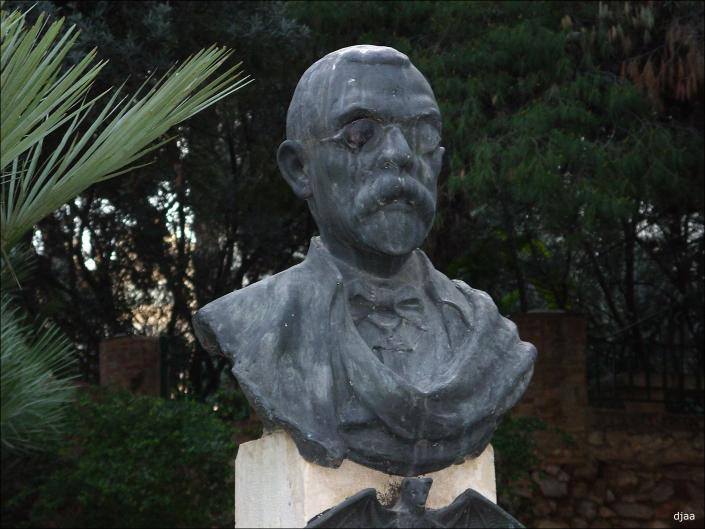
Buste de Constantí Llombart dans les jardins del Real, à Valence.

Constantí Llombart, né Carmel Navarro i Llombart à Valence (Espagne) le 8 septembre 1848 et mort le 30 mars 1893, est un écrivain d'expression catalane et militant politique. Il est l'un des plus importants écrivains de la renaixença valencienne et l'une des figures majeures des débuts du valencianisme.

## Biographie
Il naît dans une famille d'artisans du quartier d'El Carme de Valence.
Il participe à la révolution de 1868 en tant que républicain fédéral,. Très vite, il devient un partisan enthousiaste du valencianisme,.
De formation essentiellement autodidacte, ses écrits en valencien sont remarquables par leur diversité (textes philologiques, politiques, essais, épigrammes, traductions au castillan, publications périodiques, poésie, théâtre). Également connu pour son engagement républicain, il acquiert une dimension sociale inégalée au sein des autres auteurs valenciens. Ami personnel de Blasco Ibáñez, il le convainc d'écrire ses premiers romans en  valencien.
On lui doit la fondation de l'association Lo Rat Penat en 1878, première tentative de rassembler les valencianistes de toutes classes autour d'un projet national commun, et la principale organisation historique du valencianisme culturel.
Constantí Llombart ambitionnait de dépasser le passéisme auquel se cantonnait globalement la conception de la Renaixença au Pays valencien pour impulser un projet politisé, vindicatif et actuel, dans le sillage de ce qui se passait en Catalogne, où le nationalisme prenait forme. Cependant, un contexte social et économique différent explique que cette position soit historiquement toujours restée très minoritaire.
Opposé à la trajectoire suivie par Lo Rat Penat, conservatrice, apolitique et trop conciliante à son goût envers la monarchie alphonsine, il fonde en 1898 une autre organisation, baptisée L'Oronella, dans le but de constituer une alternative. Elle attire des personnalités reconnues proches des idées républicaines et progressistes comme Vicent Blasco Ibáñez, Francesc Badenes i Dalmau, Constantí Gómez i Salvador, Francesc Barber i Bas, Ramon Andrés i Cabrelles, Pere Bonet i Alcantarilla et Josep Maria Puig i Torralva, mais est dissoute peu après. Une entité blavériste a plus tard repris ce nom.